# Јењић (Орашје)
Јењић је насељено мјесто у општини Орашје, Босна и Херцеговина. Насеље се до 1991. налазило у склопу насеља Видовице.

## Становништво
|             | 2013.       | 1991.        |
| Укупно      | 23 (100,0%) | 290 (100,0%) |
| Хрвати      | 23 (100,0%) | 274 (94,48%) |
| Остали      | –           | 15 (5,172%)  |
| Југословени | –           | 1 (0,345%)   |